# Alexander Butler
Alexander Butler (1869 – 1959) è stato un regista, attore e sceneggiatore britannico.

## Biografia
Alexander Butler fu un regista britannico che diresse oltre sessanta film (sia cortometraggi che lungometraggi) in un periodo che va dagli anni dieci agli anni venti. Molte delle sue regie furono per la compagnia di produzione di G.B. Samuelson. Negli anni venti, Butler lavorò anche  a Hollywood dove Samuelson aveva stipulato un accordo con la Universal Pictures. 
Tra i film i più rimarchevoli di Butler vanno ricordati The Valley of Fear, adattamento per lo schermo de La valle della paura di Conan Doyle e, nel 1919, il primo horror britannico, The Beetle. Nel 1914, aveva girato in Australia The Shepherd of the Southern Cross su una sceneggiatura del 1912 di Nell Shipman.

## Filmografia

### Regista
- A Little Child Shall Lead Them (1913)
- O.H.M.S.
- In the Toils of the Blackmailer
- The Passions of Men
- For £50,000
- In London's Toils
- The Anarchist's Doom
- The Great Bullion Robbery
- London by Night (1913)
- Greater Love Hath No Man (1913)
- In the Hands of London Crooks (1913)
- The Shepherd of the Southern Cross (1914)
- A Pair of Spectacles (1916)
- The Valley of Fear (1916)
- Just a Girl (1916)
- The Girl Who Loves a Soldier (1916)
- Nursie! Nursie! (1916)
- A Fair Impostor (1916)
- The Sorrows of Satan (1917)
- In Another Girl's Shoes, co-regia di G.B. Samuelson (1917)
- Little Women (1917)
- My Lady's Dress (1917)
- On Leave (1918)
- Jo the Crossing Sweeper
- The Thundercloud
- The Life of a London Actress
- The Lamp of Destiny
- The Disappearance of the Judge
- The Odds Against Her
- The Beetle (1919)
- Damaged Goods
- Love in the Wilderness
- Her Story
- The Ugly Duckling
- The Night Riders (1920)
- David and Jonathan
- For Her Father's Sake (1921)
- The Knockout (1923)
- Married Love
- Should a Doctor Tell?, co-regia di P.J. Ramster (1923)
- Napoleon and Josephine
- Those Who Live in Glass Houses
- They Wouldn't Believe Me
- There's Many a Slip (1925)
- The Eternal Triangle (1925)
- The Death of Agnes
- The Choice (1925)
- Skeleton Keys
- Should a Mother Tell (1925)
- Parted
- Out of Sight out of Mind
- Never Put Off Until Tomorrow
- Man Proposes God Disposes
- Little Dolly Daydream
- Laugh and the World Laughs with You
- It Is Never Too Late to Mend (1925)
- I Do Like to Be Beside the Seaside
- Hung Without Evidence
- How It Happened (1925)
- Her Great Mistake
- Her Golden Hair Was Hanging Down Her Back
- Driven from Home (1925)
- Do Unto Others
- Auld Lang Syne (1925)
- At the Mercy of His Wife
- A Stitch in Time (1925)
- All That Glistens Is Not Gold
- Absence Makes the Heart Grow Fonder
- 'Tis a Long Lane That Has No Turning
- A Royal Divorce

### Attore
- My Lady's Dress
- The Way of an Eagle
- Jo the Crossing Sweeper
- The Night Riders, regia di Alexander Butler (1920)
- I pagliacci, regia di G.B. Samuelson e S.W. Smith (1923)
- She, regia di Leander De Cordova e G.B. Samuelson (1925)
- The Wreck of the Hesperus
- Mountains O'Mourne

### Sceneggiatore
- The Dashing Hussar
- Peter's Peril